# Telèmac de Roma
Telèmac de Roma —Telemachus, Τηλέμαχος) o Almaqui (Almachius) va ser un monjo asiàtic (d'algun lloc de l'Àsia Menor) de gran renom pels seus actes contraris als combats de gladiadors i la seva lluita perquè fossin abolits. És venerat com a sant per diverses confessions cristianes.
Telèmac era un monjo i anacoreta que va arribar a Roma des d'Orient. Segons Teodoret, bisbe de Cyrrhus (Síria), l'any 404 durant una lluita de gladiadors al Coliseu, Telèmac va saltar a l'arena i va tractar de separar els combatents; els espectadors el van apedregar fins a la mort però l'emperador Honori el va declarar màrtir i una mica després va abolir els combats, mesura que ja abans s'havia intentat sense èxit. L'últim combat de gladiadors conegut va ser el dia 1 de gener d 404, per la qual cosa es pensa que era aquesta la data de la mort de Telèmac.
Com que la prohibició no consta al Codi Teodosià hi ha alguns dubtes sobre la veracitat plena de la història, però d'altra banda si que es coneix un edicte de Constantí I el Gran amb l'abolició i no consta que al segle v es fessin combats i en canvi les lluites de feres salvatges es van mantenir fins al final de l'Imperi.
Una variant de la història diu que Telèmac es posà dret a l'amfiteatre i va dir als assistents que deixessin els déus pagans i es fessin cristians. El prefecte, llavors, va ordenar als gladiadors que el matessin, cosa que van fer de seguida.